# Полехина, Любовь Тимофеевна
Любовь Тимофеевна Полехина (род. 2 июля 1952, Васильевка, Курская область) — советская, российская и колумбийская актриса кино; педагог.

## Биография
Родилась 2 июля 1952 года в селе Васильевка Советского района Курской области.
Закончила Всесоюзный государственный институт кинематографии (1976, мастерская С. А. Герасимова и Т. Ф. Макаровой). С 1976 года — актриса киностудии им. М. Горького.
После окончания института Любовь Полехина вышла замуж за своего однокурсника, колумбийца Марио Риберо. Вместе с ним уехала в Колумбию (1989), где прожила 5 лет, делала на телевидении роли для актёров (тренаж, репетиторство), снималась в кино, затем с детьми переехала в США (1994), где преподавала актёрское мастерство. В настоящее время Любовь Полехина живёт в Москве (с 2000).
Сын Дмитрий, дочь Милена.

## Фильмография
- 1974 — Дочки-матери — Оля
- 1977 — Красный чернозём
- 1977 — У нас новенькая
- 1978 — Сюда не залетали чайки — мать Ильки
- 1978 — И это всё о нём — Соня Лунина
- 1979 — С любимыми не расставайтесь — Белова
- 1979 — Вкус хлеба — Саша Сечкина
- 1979 — День свадьбы придётся уточнить — сестра Зинка
- 1980 — Юность Петра — Санька Бровкина
- 1980 — В начале славных дел — Санька Бровкина
- 1980 — Иначе нельзя
- 1981 — Гиблое дело
- 1983 — Впереди океан
- 1983 — Демидовы — Евдокия Коробкова-Демидова
- 1984 — Лев Толстой — Аксинья Шураева
- 1985 — Вишнёвый омут — Олимпиада, жена Михаила
- 1986 — Тайный посол
- 1988 — Вам что, наша власть не нравится?!
- 1990 — Хомо новус — Любовь Григорьевна Сотник, заведующая отделом образования и науки горкома КПСС
- 2000 — Рыцарский роман
- 2009 — Отблески (21-я серия «Фонд») — Наталья, мать Степана
- 2009 — Участковая (4-я серия «Благими намерениями») — Елена Васильевна, работник паспортного стола
- 2010 — Путейцы-2
- 2014 — Под прицелом — Воронцова
- 2014 — Кураж — мать Галлы

## Награды
- Благодарность Президента Российской Федерации (5 марта 2021 года) — за заслуги в развитие отечественной культуры и искусства, многолетнюю плодотворную деятельность[2].